# Ancafilú
Ancafilú fue un cacique principal de las tribus Puelches (Tehuelches del norte) que habitaba las Sierras del Tandil, centrándose en las zonas del actual Tandil y Mar Del Plata. Desde 1820 hasta su muerte a fines de 1823 fue entre los indígenas uno de los principales y más irreductibles enemigos de la Provincia de Buenos Aires.

## Biografía

### Pacto de Miraflores
- Wikisource contiene obras originales de o sobre Ancafilú.

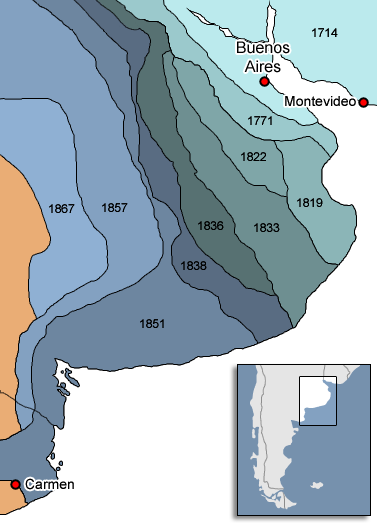
Frontera con el indio.

Hacia 1820 la situación de la frontera sudoeste de la Provincia Buenos Aires era pacífica.
Inmerso en una crisis civil sin precedentes el gobierno buscó un acuerdo con los indígenas de las sierras del Tandil que le permitiese asegurar esa frontera. Cuando las propuestas llegaron a los indígenas, los caciques Tacumán, Tricnín, Carrunaquel, Aunquepán, Saun, Trintri Loncó, Albumé, Lincón, Huletru, Chañas, Calfuyllán, Tretruc, Pichiloncó, Cachul y Limay, (Otros caciques Puelches, y otros Tehuelches del norte, como Ranqueles, Pampas, Querandíes y otros de grupos Mapuches) se reunieron en las tolderías de Ancafilú en las riberas del arroyo Chapaleofú y autorizaron a Ancafilú, Tacumán y Tricnín a tratar con el gobierno en su nombre.
Los representantes arribaron al sitio de las negociaciones, la estancia de Miraflores, en el partido de Maipú de Francisco Hermógenes Ramos Mejía y autorizaron a su vez al hacendado para que actuara como su vocero.
El 7 de marzo de 1820 el comandante general de la campaña, el General Martín Rodríguez, y Ramos Mejía a nombre de los caciques, firmaron la convención denominada Pacto de Miraflores por la que se ratificaba la paz en el territorio y se declaraba como línea divisoria definitiva la alcanzada por los hacendados de las estancias al sur del río Salado del sur (hasta entonces no había fortines al sur de dicho río, solo unos pocos hacendados se habían animado a ir algunos kilómetros más al sur del río Salado). Los indígenas debían devolver el ganado robado y recibirían trabajo en la estancia.

Artículo 4°. Se declara por línea divisoria de ambas jurisdicciones el terreno que en esta frontera los hacendados (han alcanzado), sin que en adelante pueda ningún habitante de la Provincia de Buenos Aires internarse más al territorio de los indios.

Artículo 5°. Los caciques se obligan a la devolución de las haciendas que se llevaron y existen de esta parte de las sierras. El cacique Tacumán se encargará de arrear dichos animales hasta la estancia de Miraflores.

### Carrera
Pero tras el tratado que debía ratificar la paz existente la situación se deterioró rápidamente en todos los aspectos.
El sargento mayor Juan Cornell diría años después: "Pero desgraciadamente las turbulencias del año 20 y el mal manejo que se tuvo para tratarlos hizo disgustarlos en tiempo del gobierno del General Rodríguez, y se retiraron de Kaquel donde residían las tribus de Ancafilú, Pichiman, Antonio grande y Landao, que vivían pacíficamente agasajados por Don Francisco Ramos Mejía, que permanecía sin ningún temor en su estancia con toda su familia y sin exageración diré, rodeado de estas indiadas."
Si bien Ancafilú era considerado indio amigo, participó en un parlamento de tribus de Buenos Aires y Santa Fe que acordó enviar una diputación de cuatro caciques para acordar con el caudillo chileno José Miguel Carrera. Ancafilú y Anepán fueron de los cuatro que a principios de octubre, acompañado de 16 capitanejos, llegaron al campamento del Rosario dispuestos a negociar su ayuda a Carrera, quien los recibió amistosamente y temiendo un pacto de su aliado el gobernador de la provincia de Santa Fe Estanislao López con Buenos Aires escuchó su propuesta y los conservó en el campamento:"Yo los contemplo i trato de asegurarlos en mi amistad para lo que pueda convenir. Si no es por San Juan iremos a Chile por los indios a ver que hace San Martín i el huacho [O'Higgins]".
El 24 de noviembre López cerró el tratado de paz entre Santa Fe y Buenos Aires en la estancia de Tiburcio Benegas en las márgenes del Arroyo del Medio. López, ya enemistado con Carrera, acordó detenerlo con sus soldados y dio órdenes de marchar a sus Dragones desde Santa Fe. Carrera tuvo noticias de esa orden y a medianoche del 26 de noviembre se puso en marcha hacia el interior con 140 chilenos que le acompañaban sirviéndole de guías los caciques.
Llegado al campamento tuvo noticias de los planes: "Ayer a las 12 de la mañana llegué al campo de los indios compuesto como de 2000 enteramente resueltos a avanzar a las guardias de Buenos Aires para saquearlas, quemarlas, tomar las familias i arrear las haciendas. Doloroso paso. En mi situación no puedo prescindir de acompañarlos al Salto que será atacado mañana al amanecer. De allí volveremos para seguir a los toldos en donde estableceré mi cuartel para dirigir mis operaciones como más convenga.". El 3 de diciembre de 1820 José Miguel Carrera con sus hombres y los indios ranqueles de Yanquetruz y Pablo y los pampas de Ancafilú y Anepán, atacaron la localidad de Salto y tras tomar la Guardia de Salto destruyeron la población.
Perseguidos por las fuerzas del gobernador Martín Rodríguez, la primera de las Campañas de Martín Rodríguez contra los indígenas, indios y chilenos huyeron rumbo al sur hasta que en los primeros días de enero de 1821 se detuvieron a la vera del río Colorado. Allí Carrera organizó un parlamento con sus aliados y los araucanos, tras lo cual en enero de 1821 partió rumbo al norte (provincia de Córdoba) con 30 escoltas indios mientras que los pampas regresaban con sus hombres a su asentamiento en la sierra del Tandil.

### Expedición de Martín Rodríguez
Por su parte, la división de Rodríguez cruzó el río Salado rumbo al sur, acampó a orillas de la laguna Kakel Huincul y avanzó hasta la sierra del Tandil, donde atacó por sorpresa las tolderías de los caciques Ancafilú y Anepán en las márgenes del arroyo Chapaleufú, pero el arroyo tuvo que ser pasado a nado por lo que las tropas sólo lograron capturar algunos niños y mujeres y ganados.
Los indios de lanza se dispersaron en pequeñas partidas y enviaron luego una embajada solicitando parlamentar. Abiertas las negociaciones, Rodríguez devolvió los prisioneros y sus rebaños quedando los caciques en presentarse en pocos días. El plan de las tribus consistía en incorporar 300 indios de lanza a la columna como tropas aliadas y dirigir a las fuerzas de Rodríguez a una celada pero el cacique Juan Landao los delató. Sólo el cacique Pichiloncó intentó atacar a Rodríguez pero fue derrotado y sufrió 150 bajas.
Los indios pidieron nuevamente parlamento pero al reunirse con los enviados de Rodríguez los asesinaron cerca de una laguna conocida desde entonces como laguna de la Perfidia. Con el ejército semisublevado, Rosas que renunciaba a su comisión y se proponía regresar a su estancia de los Cerrillos y en la certeza de la inutilidad de proseguir las operaciones, Rodríguez resolvió replegarse a Kaquel Huincul, mientras los pampas (entre ellos Ancafilú, Catriel, Antonio Grande, Pichimán y Pichiloncó) se concentraban y trasladaban a la Sierra de la Ventana y de Pillahuincó.

### Miraflores
En Miraflores Ramos Mejía protestó ante lo que consideraba una violación flagrante del Pacto de Miraflores por el Gobierno. Desde el fuerte de Kaquel Huincul Rodríguez ordenó por su parte que fueran detenidos todos los indios que trabajaban en la estancia y el mismo Ramos Mejía acusándolos de ser quienes proveían a "los demás indios noticias que les favorecen para sus excursiones" y de que allí "es donde se proyectan los planes de hostilidades contra la provincia".
Mientras Ramos Mejía era trasladado esposado a caballo y su familia encerrada en una carreta, los indios eran detenidos y 80 de ellos degollados. No se encontró ninguna prueba que ligara a Ramos Mejía o a los indios de sus tierras con los malones o de que representaran una amenaza para la frontera. Cornell afirmaría que la incursión fue un fracaso que "... no produjo ésta mayores resultados, si no al contrario más disposición en los indios para hacernos la guerra y no poca por haber traído preso en el mismo ejército a Don Francisco Ramos Mejía con toda la tribu de indios pacíficos que tenían sus tolderías en su estancia Miraflores."
En efecto, muchos caciques pacíficos, entre ellos el cacique pampa Curu-Nahuel (llamado Curunau, jaguar negro, pantera) que vivió en las cercanías de Miraflores entre 1805 y 1835, padre de Cachul, y el cacique pampa Calfugán, se unieron a Ancafilú contra la provincia.
El gaucho José Luis Molina, capataz de Francisco Ramos Mexía en su estancia Miraflores, tenía amistad con los caciques Antonio Grande, Ancafilu y Pichimán, por lo que se fue con ellos uniéndose a una de sus mujeres. En abril de 1821 un malón de 1500 hombres de lanza guiados por José Luis Molina destruyó la naciente población de Dolores y arreó cerca de 250000 cabezas de ganado.

### Pedro Andrés García
En 1821 se produjo la Expedición a la Sierra de la Ventana al mando del coronel Pedro Andrés García. La Comisión tenía por objeto evaluar la situación de la frontera y finalizada la amenaza de Carrera llegar a un acuerdo con las tribus indias. Mientras se mantenía detenida en la Guardia de Lobos, fue enviado el cacique amigo Antiguan quien transmitió la propuesta de paz a una conferencia de caciques.
Los caciques Pablo, Calimacú y Ancafilú, entre los principales, se opusieron al acuerdo, sosteniendo "que por muchos conductos habían sido informados de que el gobierno trataba de sorprenderlos y atacarlos que por lo tanto creían deberse poner en armas y que ciertamente lo habrían hecho si él [Antiguan] no hubiese llegado".
Antiguan sostuvo que debía aceptarse la propuesta que consideraba sincera "porque ya no existían Carreras ni Ramírez que los habían comprometido faltándoles á todo lo que les habían ofrecido y que hoy el gobierno libre de aquellos enemigos aplicaría todas sus fuerzas para destruirlos y lo conseguiría bien presto" y que la guerra ocasionaría "la pérdida de su comercio la de muchos artículos de consumo entre ellos que ya se habían hecho como de primera necesidad, la inquietud y continua agitación en que vivían huyendo de unos y temiendo de otros".
Finalmente intervino el cacique principal y más antiguo, Lincón diciendo "que el que no estuviese por la opinión de la paz antes convenida y pedida al gobierno de Buenos Aires se retirase en el instante de aquella reunión con todos los suyos, que pusiesen en ejecución sus planes hostiles contra la provincia que ellos también pondrían los suyos para escarmentar á la facción agresora y á hacer una paz sólida y permanente que les proporcionase un perpetuo sosiego á sus familias que hacia algún tiempo no disfrutaban por causa de los malvados", lo que decidió la votación.
Finalmente se produciría la reunión con García de los ulmenes o principales pampas Neculpichuy, Pitrí, Lincón, Avouné, Pichiloncó, Califiau, Anepán, Ancaliguen, Cachul, Llaneueleu, Epuan, Huilletrur, Chanabilú, Catrill, Chañapan, Trignin, Curunaquel, Amenaguel y Tacumán, y los conas o capitanejos Antiguan y Catrillan, y los Huilliches Niguiñilé, Quinifoló y Pichincurá, al frente de todas sus tropas. De los presentes en la primera asamblea, sólo Ancafilú permanecería obstinadamente fuera del acuerdo: 

"El cacique Ancafilú, uno de los de esta tribu, y de los principales por su antigüedad, fuerzas militares y valor acreditado en sus correrías, no se reunió a los tratados, a pesar de haber sido invitado por todos los caciques, y repetidas veces por los principales o ulmenes, a quienes no quiso obedecer.
La causa de esta conducta nos era desde antes de emprender esta Comisión bien conocida; este resultado lo esperábamos por los antecedentes que teníamos que era uno de los opuestos para hacer la paz, y confabulado con el cacique ranquel Pablo, que era el más tenaz, y el principal de los disidentes. Sabíamos que este se oponía a entrar nuevamente en liga, y era regular que aquel siguiese su opinión y no adhiriese, hasta que no entrase este último en relaciones. Ancafilú conservaba, y conserva aún, un odio irreconciliable contra la Provincia, desde la expedición del año 20, como uno de los que fueron atacados y sorprendidos en sus tolderías, en las riberas del arroyo Chapaleofú, y el que hizo la guerra de intrigas por vengarse de la sorpresa, y había jurado no cesar en sus proyectos hasta que así lo consiguiese. Esta conducta conocida hubiera estado en contradicción con cualquier paso que hubiese dado en unión de sus compañeros, a quienes trataba de disuadir a que no admitiesen la Comisión, e hiciesen la guerra a la Provincia."
Expedición a la Sierra de la Ventana, Coronel Pedro Andrés García.

Ancafilú se retiró pero pronto volvió a atacar. En 1823 un malón mandado por Ancafilú y Pichimán, con la ayuda de algunos gauchos renegados que les servían de guías hacia las estancias con más ganado, ingresó por los campos de Magdalena, donde recogieron un rebaño que los cálculos de la época estimaron en ciento cincuenta mil animales, siendo perseguidos por los blandengues, fuerzas del coronel Domingo Soriano Arévalo y Miguel Cajaraville y un piquete de los Colorados del Monte al mando de Juan Manuel de Rosas. Las tropas gubernamentales al mando de Arévalo y guiadas por el baqueano Juan Francisco Olmos dieron alcance a los indios y el gigantesco arreo cerca de la laguna del Arazá (partido de Castelli) el 3 de noviembre de 1823.
Allí se trabó un encuentro por varias horas, porque los indios estaban frenados en su retirada al insistir en llevarse su inmenso botín de vacas. En ataques sucesivos los soldados infligieron a los indios fuertes bajas hasta conseguir que se desbandaran. En la acción murió Ancafilú y 60 de sus hombres, siendo rescatadas más de 80000 cabezas de ganado.
Los indios en sus deliberaciones al volver del malón, achacaron el contraste a los guías renegados. Algunos de ellos fueron degollados, en tanto que el principal, llamado el gaucho José Luis Molina, pudo zafar gracias a su excelente caballo que lo puso en el fuerte Kakel Huinkul, donde su comandante, el mayor Cornell, tuvo que defenderlo nuevamente, ahora de los pobladores blancos que quisieron lincharlo por su colaboración con los caciques en el malón precedente.
Cabe destacar que Rosas conocía profundamente el mundo indígena, hablaba correctamente el araucano en sus dialectos pampa y ranquel y sabía de sus costumbres y necesidades, y además respetaba a rajatabla los acuerdos asumidos para garantizarles su protección si vivían en paz con los cristianos. Al mismo tiempo que llevaba años empleando indios para trabajar tanto en sus establecimientos rurales como en aquellos que administraba. Su prestigio era tal, que los porteños unitarios para mofarse y desacreditarlo en sus periódicos lo llamaban justamente Ancafilú.